# Luise Rainer
Luise Rainer (Düsseldorf, 1910. január 12. – London, 2014. december 30.) kétszeres Oscar-díjas német származású osztrák-amerikai színésznő.
A "Bécsi Könnycsepp" néven is ismert Rainer volt az első színésznő, aki két Oscar-díjat is nyert, és az első olyan személy, aki egymás után nyerte meg az Amerikai Filmakadémia legrangosabb kitüntetését. Halálakor ő volt a legidősebb Oscar-díjas.

## Fiatalkora
1910. január 12-én született Düsseldorfban Heinz Rainer és Emmy Königsberger lányaként egy jómódú zsidó családban. Gyermekkorát Hamburgban és Bécsben töltötte. Mindössze  hatéves volt amikor eldöntötte, hogy a szórakoztató ipar része akar lenni, erre egy cirkuszi látogatása során jött rá: "Egészen csodálatosnak találtam a férfit a kötélen harisnyában. El akartam vele szökni és hozzámenni, de erre soha nem volt alkalmam. Azonban abban biztos vagyok, hogy ez az élmény juttatott közel először a szórakoztató iparhoz. Évekig vágytam arra, hogy én is tudjak kötélen táncolni."
16 évesen döntött úgy végleg, hogy követi álmait és színésznő lesz. Azzal az ürüggyel, hogy meglátogatja édesanyját Düsseldorfba utazott, és beiratkozott a Dumont Színházba. Később Max Reinhardttól tanult színészetet, és 18 éves korára már "kritikusok zöme" áradozott a szokatlanul tehetséges fiatal színésznőről. Berlin "előkelő színpadi színésznője" lett Reinhardt bécsi színtársulatával fellépve. Első fellépésére 1928-ban került sor.
Később számos német nyelvű filmben is szerepelt, mielőtt 1934-ben Phil Berg, a Metro-Goldwyn-Mayer tehetségkutatója felfedezte volna. Berg úgy gondolta, hogy Rainer nagyszerűen beválna a Greta Garboért rajongók köreiben. Rainer eleinte nem érdeklődött a filmipar iránt, ezt egy 1935-ös interjúban fejtette ki: "Soha nem érdekelt a filmgyártás. Csak a színházért voltam. Aztán megnéztem a Búcsú a fegyverektőlt, és rögtön filmezni akartam. Csodálatos volt."

## Hollywood
Miután csinált pár filmet Ausztriában - ami a kritikusok dicséretét váltotta ki - hároméves szerződést kötött a Metro-Goldwyn-Mayerrel, és 1935-ben Hollywoodba érkezett, mint reményteljes új filmcsillag. Az életrajzíró Charles Higham szerint mind a stúdióvezető Loius B. Mayer és a szerkesztő Samuel Marx megnézte a színésznő fényképét még érkezése előtt, és mindketten megállapították, hogy bájos megjelenésű és enyhén esendő külsejű, amit Mayer nagyon fontosnak tartott a színésznőknél. Mivel az angol nyelvtudása gyenge volt, Mayer megkérte a színésznő Constance Collier, hogy gyakoroljon vele, és Rainer beszédkészsége gyorsan fejlődött.
Megérkezve Hollywoodba nyolc hetet töltött a stúdiónál munka nélkül. Első filmszerepét az Escapade-ben (1935) kapta, amely egy osztrák film feldolgozása volt. Csak azután kapta meg a szerepet miután Myrna Loy feladta azt. Mikor bekapcsolódott a munkálatokba a produkció felét már leforgatták. A bemutató után Rainer széles körű figyelmet kapott. Hollywood következő csillagának kiáltották ki és számos interjút is adott.
Már a hollywoodi karrierje elején kijelentette, hogy nem szereti a sztárságot és a rivaldafényt: „A filmcsillagok élete nem fontos; amit csinálnak munkájuk részeként az a fontos. A művészeknek nyugalomra van szükségük, hogy fejlődjenek. Úgy tűnik Hollywood nem szívesen adja meg nekik ezt a nyugalmat.”
Rainer következő szerepében Anna Heldet formálta meg A nagy Ziegfeld című életrajzi drámában. A filmben ismét William Powell mellett szerepelhetett, akivel már játszott az Escapadeben is. Képességei Powellt már korábban lenyűgözték, erről így beszélt a színész: „Ő az egyik legtermészetesebb személy, akit valaha is ismertem. Sőt, nagyvonalú, türelmes és csodás humorérzékkel megáldott. Olyan értékítélettel rendelkezik, mely lehetővé teszi számára, hogy hűen ábrázolja az emberi érzéseket. Minden amit csinál alaposan át van elemezve. Átgondolja az érzelmek apró árnyalatait is, hogy igaznak tűnjenek. Európában nagyszerű színpadi sztárnak számít. Megérdemli, hogy sztár legyen. Félreérthetetlenül rendelkezik mindazokkal a tulajdonságokkal.”

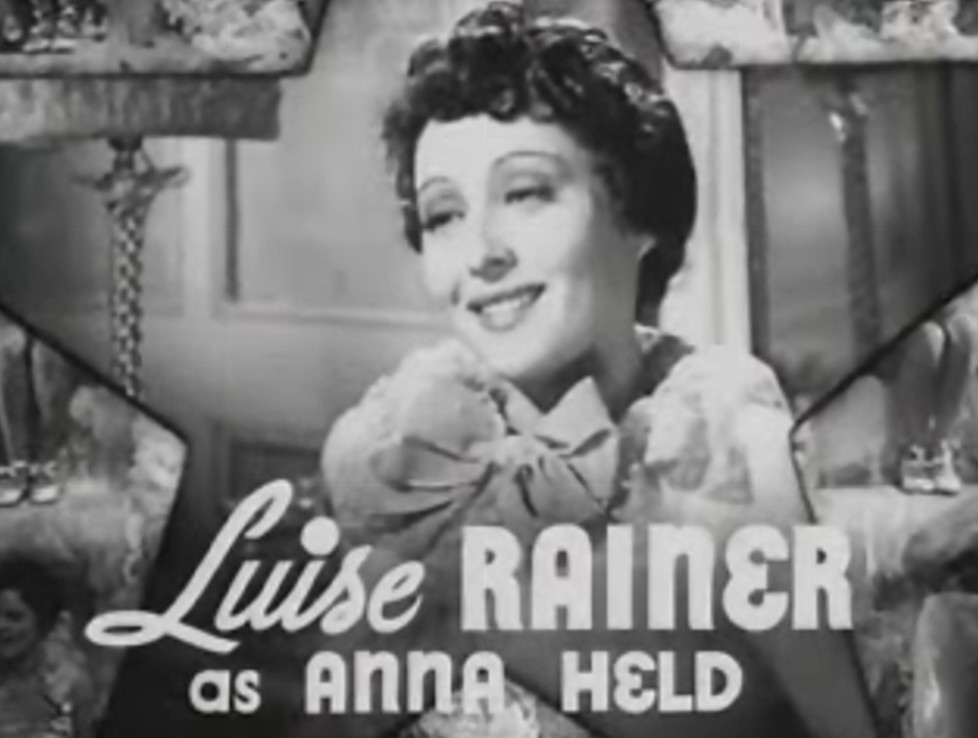

A producer Irving Thalberg eldöntötte, hogy csak az övé lehet a szerep. Habár Rainer szerint Mayer nem őt akarta látni a filmben, és meg is jegyezte: "Anna Held karaktere a film felénél kiszáll, te pedig egy sztár vagy, és ezt nem csinálhatod". A rendező Robert Z. Leonard szerint Rainer szemei döntötték el végül, hogy ő játssza Anna Heldet: "Éppen ugyanolyan nagyok és fényesek a szemei, és bennük van ugyanaz a szívfájdító tudatalatti pimaszság."
Ahogy Thalberg számította, Rainer nagyszerűen formálta meg a szerepet, és elnyerte az Oscar-díjat legjobb női főszereplő kategóriában. Az Oscar-díj átadó ünnepségen Rainer otthon maradt, nem számított arra, hogy bármit is nyerne. Amikor Mayer megtudta, hogy mégis nyert, Howard Stricklinget, az MGM sajtófőnökét küldte a színésznőért. Amikor végre megérkezett, a ceremóniamester George Jessel a nagy felfordulás közepette elkövette azt a hibát, hogy Rainert konferálta fel a tervezett Bette Davis helyett.
A következő munkája az 1937-es Édes anyaföld volt Paul Muni oldalán. Szerepe teljesen eltérő volt Anna Heldtől, most egy kínai parasztasszonyt kellett megformálnia, akinek karaktere teljesen alá van rendelve férjének, és mindössze csak pár mondata van.
Talán ez az extrém kontraszt is hozzájárult ahhoz, hogy másodjára is megkapta az Oscar-díjat. Ezzel az első olyan színésznővé vált, aki két egymást követő átadón győzedelmeskedni tudott. Ezt a bravúrt Katharine Hepburnnek sikerült megismételnie harminc év múlva.
Rainer későbbi visszaemlékezései szerint a stúdióvezető Louis B. Mayer most sem hagyta jóvá elsőre a szerepét: "Teljesen el volt szörnyedve, hogy Irving Thalberg velem akarta eljátszatni O-Lant, a szegény, bájtalan kis kínai parasztot. Én magam a sovány párbeszédek miatt, amit mutatott nekem, szörnyen unalmasnak találtam". Rainer emlékszik Mayer megjegyzésére, amit Thalbergnek mondott: „Szomorú kinézetű szolgának kell lennie, aki megöregszik végül, de Luise egy fiatal lány, mi tettük elbűvölővé. Mégis hogy képzeled ezt?” Rainer karrierje „legnagyobb vívmányai” közé sorolja ezt a szerepet, hogy lehetősége nyílott kifejtenie a „realizmust”. Még a sminkesek által javasolt arcgumit - a kínai külső miatt - is visszautasította, és természetesként, őszintén és földhözragadtan játszotta el szerepét.
Habár a produkció során számos problémával kellett szembenézni. A megbízott rendező George W. Hill számos hónapot töltött Kínában. A film hátterét előkészítve felvételeket készített helyi farmokról a kínai nagy fal és Peking körül. Nem sokkal azután, hogy hazatért, öngyilkosságot követett el, és Sidney Franklinnek kellett átvennie a munkálatokat.

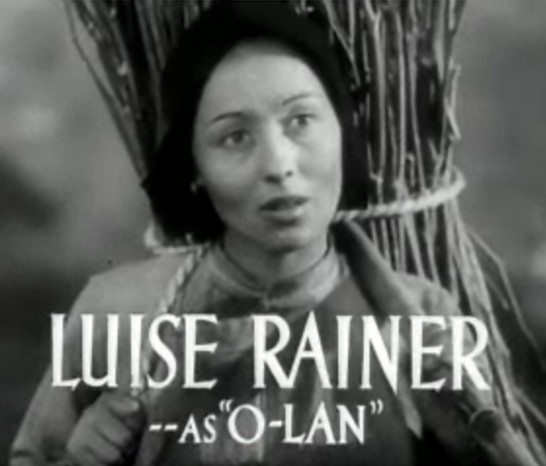

Mielőtt a film elkészült a producer Irving Thalberg halt meg hirtelen 37 éves korában. Rainer évekkel később ezt mondta: "Halála szörnyű sokk volt számunkra. Fiatal volt és tettre kész. Ha nem halt volna meg, azt hiszem sokkal több filmet vállaltam volna."
Rainer szerint két Oscar-díjat nyerni a „lehető legrosszabb dolog”, ami karrierje során történt vele. Egy 1938-as interjúban kijelentette, hogy kétszeres nyertesként „most mindent keményebben kell bebizonyítani, hogy az Akadémiának igaza volt.” Habár számos elismerést kapott, néhány kritikusa is akadt, egyesek szerint Greta Garbo alakítását A kaméliás hölgyben Rainer miatt hagyták figyelmen kívül.
Negyedik filmje az MGM-mel A császár gyertyatartója (1937) volt, melyben ismét Robert Powell partnere volt, ezúttal utoljára. A forgatás során vörös parókát viselt, jelmezét pedig az az Adrian tervezte, aki akkoriban Hollywood egyik legbefolyásosabb divatdiktátorának számított. Igazi sztárként kezelték, saját öltözője volt, titkárnője, gardedámja és sminkese. A császár gyertyatartója volt az első olyan filmje, melyben Rainer negatív kritikát kapott, miszerint színészi képességeit nem fejlesztette.
Bár A nagyváros (1937) című film kapcsán alakítása pozitív visszhangokat hozott, mégis többen megjegyezték, hogy tévedés volt egy "modern szerepre" betenni és „túl egzotikusnak” hatott Spencer Tracy feleségeként. A kritika és a híresztelések ellenére, hogy elhagyná Hollywoodot, a film bemutatója után hét évvel meghosszabbította szerződését.
Rainer a későbbiekben nem volt hajlandó sablonos szerepeket játszani, a stúdióvezető Mayer pedig nem vette jó néven azon követelését, hogy csak komoly szerepet akar játszani. Ezenfelül magasabb fizetésre tartott igényt, és panaszkodtak nehézkes, temperamentumos viselkedésére is. Így számos fontos szerepről lemaradt. Harcával Mayerrel így emlékezett vissza: "Azt mondta mi építettünk fel és mi fogunk lerombolni is. Nos ő mindent beleadott."

## Búcsú Hollywoodtól
Rainer utolsó filmje az MGM-nél az 1938-ban bemutatott Dramatic School volt, majd végleg otthagyta az álomgyárat. Egy 1938-as interjúban elárulta, hogyan közölte végleges döntését Mayerrel a stúdióvezető irodájában: "Mr. Mayer, abba kell hagynom a filmezést. A forrásom elapadt. Munkámat belülről hozom a felszínre, és belül már nincs semmi, amit adhatnék." Ezután Európába utazott, hogy segítsen adományokat gyűjteni azon gyermekek számára, akik a spanyol polgárháború áldozatai voltak. Ennek ellenére a szerződését nem bontotta fel 1940-ig, egy film elkészítése még mindig a stúdióhoz kötötte.
Kiábrándulva Hollywoodból - ahol szerinte képtelenség egy intellektuális párbeszédet folytatni - New Yorkba költözött 1940-ben férjéhez, a színdarabíró Clifford Odetshez, akihez még 1937-ben ment hozzá. Bár a házasság 1940-ben válással végződött, Rainer soha nem csinált titkot abból milyen szörnyen érezte magát Odets feleségeként: "Az a színjátszás, amit a színpadon vagy a filmvásznon vittem végre hozzá sem fogható ahhoz, amit New Yorkban műveltem, amikor mindenkit arról próbáltam meggyőzni, hogy boldog vagyok, holott a szívem össze volt törve." Már 1938 közepén benyújtotta a válókeresetet, de azt elhalasztották, mert Odets Angliába utazott. Végül 1940. május 14-én mondták ki a válást véglegesen.
Rainer azon színésznők egyike volt, akiknek a neve felmerült, hogy eljátszhatnák Scarlett O’Harát az Elfújta a szél-ben. Habár ez az eshetőség sosem terjedt el széles körben, próbafelvételeket sem készítettek vele. Egy későbbi interjúban bevallotta mennyire csalódott Hollywoodban: „Nagyon fiatal voltam, és nagyon sok dolog volt ott amire nem voltam felkészülve. Túl őszinte voltam, komolyan beszéltem a színlelés helyett, és Hollywood azt gondolta, buggyant vagyok. Hét nagy költségvetésű produkcióban szerepeltem három év alatt. Azon voltam, hogy jó teljesítményt nyújtsak. Panaszkodtam a producernél, hogy a forrás kiapadt. Ő azt válaszolta, miért aggódok én emiatt, ez a rendező dolga. Senki elől sem menekültem el Hollywoodban. Saját magam elől menekültem el.”

## Későbbi élete és pályafutása
Európában gyógyszerészetet tanult a későbbiekben, és bevallotta, jobban élvezte az átlagos diákéletet, mint a filmvásznak ünnepelt színésznőjéét. Közben a színpadra is visszatért, első fellépésén a manchesteri Palace Színházban volt látható 1939. május 1-jén, majd május 23-án a londoni Shaftesbury Színházban lépett fel. 1942-ben pedig már New Yorkban is színpadra állt. A második világháború idején segített vízumot szerezni Bertolt Brecht számára, hogy a szerző el tudja hagyni a Harmadik Birodalmat és Amerikába jöhessen, mert "imádta a költészetét". Hálaképpen Brecht a Der Kaukasische Kreidekreis című színdarabjában Grusha Vashnadze szerepét kimondottan Rainerre írta, bár Rainer soha nem játszotta el, mert súrlódás támadt Brecht és közötte.
1943-ban újra a filmvásznon volt látható a Hostages című háborús drámában, majd a következő évben hozzáment a kiadó Robert Knittelhez. A visszatéréséről így nyilatkozott: "A tanárokat és diákokat az érdekelte, hogy tudtam-e válaszolni a kérdésekre, nem pedig az, hogy milyen csillogás közepette érkeztem az osztályba. Rövidesen utána azonban visszatértem a színpadra, és kezdtem rájönni, hogy azok az ajtók, melyek nyitva állnak előttem Európában, és azon erőfeszítések, melyeket menekült gyerekek szolgálatában fejtek ki, annak a ténynek köszönhető, hogy az emberek ismernek a filmvászonról. Felelősséget kezdtem el érezni a munka iránt, amit elkezdtem, de sosem fejeztem be. Mikor azt is éreztem, azután az élmény után Dennisnél, hogy talán a tehetségem is megvan hozzá mindenekelőtt, és a hirtelen sztárságom nem csak egy szerencsés véletlennek köszönhető, eldöntöttem, hogy visszatérek."
Amikor Rainer visszatért Hollywoodba, az MGM-mel kötött szerződése rég lejárt és ügynöke sem volt. David Rose a Paramount Pictures vezetője felajánlott neki egy fontos szerepet egy angliai forgatású filmben, de a háborús események közbeszóltak. Helyette Rose azt javasolta, hogy menjen el próbafelvételre az Akiért a harang szól női főszerepére, de az végül Ingrid Bergmané lett. Ekkor kapta meg a szerepet a kis költségvetésű Hostagesben, amiről így nyilatkozott: "Kétségtelenül nem egy Oscar-díjas szerep és hála Istennek a főnökeim nem is várják el, hogy megnyerjem vele a díjat. [..] Nem, ez valami szokatlan, de remélem visszaterel a helyes irányba."
Igazi hollywoodi visszatérése sosem valósult meg. Habár a '40-es években megszerezte az amerikai állampolgárságot, férjével Robert Knittellel házasságuk nagy részét az Egyesült Királyságban és Svájcban élték le. Egy lányuk született Francesca néven. Knittel 1989-ben halt meg. 1997-ben egy rövid szerep erejéig feltűnt Makk Károly A játékos című filmjében. 1998. és 2003. között pedig Oscar átadókon szerepelt, a műsor azon részében amikor a korábbi nyertesek előtt tisztelegnek. Rainer halála előtt Londonban élt, ugyanabban az épületben, ahol korábban Vivien Leigh is lakott. 104 éves korában hunyt el otthonában, tüdőgyulladás következtében.
A filmiparban betöltött tevékenységének köszönhetően csillagja megtalálható a Hollywood Walk of Fame-en.

## Fontosabb filmjei
- 1997 - A játékos - nagymama
- 1938 - A nagy keringő (The Great Waltz) - Poldi Vogelhuber
- 1937 - A nagyváros (Big City) - Anna Benton
- 1937 - A császár gyertyatartója (The Emperor's Candelsticks) - Olga Mironova grófnő
- 1937 - Édes anyaföld (The Good Earth) - O-Lan
- 1936 - A nagy Ziegfeld (The Great Ziegfeld) - Anna Held

## Fordítás
- Ez a szócikk részben vagy egészben  a   Luise_Rainer című angol Wikipédia-szócikk fordításán alapul.  Az eredeti cikk szerkesztőit annak laptörténete sorolja fel. Ez a jelzés csupán a megfogalmazás eredetét és a szerzői jogokat jelzi, nem szolgál a cikkben szereplő információk forrásmegjelöléseként.